# Parafia św. Brata Alberta Chmielowskiego w Mońkach
Parafia pw. św. Brata Alberta Chmielowskiego w Mońkach – rzymskokatolicka parafia należąca do dekanatu Mońki, archidiecezji białostockiej, metropolii białostockiej w Polsce. Siedziba parafii mieści się w Mońkach.

## Historia parafii
W roku 1997 została erygowana dekretem ks. abpa metropolity białostockiego Stanisława Szymeckiego, który powierzył obowiązki proboszcza ks. Henrykowi Mironowi. Nowa parafia, która została wydzielona z parafii pw. MB Częstochowskiej i św. Kazimierza. Z chwilą powołania nowej parafii uzyskano teren pod budowę kościoła przy alei Wojska Polskiego i w tym samym roku pobudowano tymczasową kaplicę, w której odprawiano nabożeństwa. Następnym etapem była budowa plebanii, którą zbudowano w latach 1997–1999. Od 16 listopada 2003 rozpoczęto odprawianie nabożeństw w nowo wybudowanym kościele.
3 czerwca 2015 r. zmarł ks. prałat Henryk Miron – pierwszy proboszcz parafii, budowniczy kościoła, a od 2014 także dziekan dekanatu Mońki. Został pochowany na placu przykościelnym obok kościoła. Mszę świętą koncelebrował metropolita białostocki abp Edward Ozorowski w asyście bp Henryka Ciereszko.
28 czerwca 2015 r. arcybiskup metropolita białostocki ks. Edward Ozorowski mianował nowego proboszcza parafii ks. kan. Henryka Radziewicza.

## Miejsca kultu
Kościół parafialny
Prace budowlane przy wznoszeniu nowej świątyni rozpoczęto jesienią 1998 r. według projektu, który wykonał inż. arch. Andrzej Kiluk. Kościół konsekrował abp Edward Ozorowski 24 czerwca 2007 r. w 10-lecie istnienia parafii. W tym dniu jednocześnie świętował swój jubileusz proboszcz ks. Henryk Miron (25-lecie święceń kapłańskich) – organizator parafii i budowniczy kościoła.
Kościoły filialne i kaplice
- W szpitalu w Mońkach, Al. Niepodległości.
- Pod wezwaniem Matki Bożej Fatimskiej w Domu Pomocy Społecznej w Mońkach, ul. PCK.

## Zasięg parafii
Do parafii należą wierni z miejscowości: Ciesze (2 km),  Krzeczkowo (7 km),  Potoczyzna (1,5 km) i Przytulanka (3 km)  oraz z Moniek, mieszkający przy ulicach: Armii Krajowej, Augustowskiej, Gajowej, Jagodowej, Konopnickiej, Kościuszki, Krzywej, Leśnej, Al. Niepodległości (od Tysiąclecia), Norwida, Parkowej, PCK, Polnej, Słonecznej, Świerkowej, Szlacheckiej, Tuwima, Tysiąclecia (od Al. Niepodległości), Wesołej, Wiśniowej, Wojska Polskiego (do drogi wiodącej do oczyszczalni), Zielonej i Żurawiej.

## Proboszczowie
- ks. prał. Henryk Miron (1997–2015)
- ks. kan. Henryk Radziewicz (2015–2022)
- ks. Piotr Karpiesiuk (od 2022)